# Collazzone
Collazzone is een gemeente in de Italiaanse provincie Perugia (regio Umbrië) en telt 3108 inwoners (31-12-2004). De oppervlakte bedraagt 55,8 km², de bevolkingsdichtheid is 56 inwoners per km².

## Demografie
Collazzone telt ongeveer 1258 huishoudens. Het aantal inwoners daalde in de periode 1991-2001 met 4,3% volgens cijfers uit de tienjaarlijkse volkstellingen van ISTAT.
| Jaar | Inwoneraantal |
| ---- | ------------- |
| 1991 | 3060          |
| 2001 | 2929          |

## Geografie
De gemeente ligt op ongeveer 469 m boven zeeniveau.
Collazzone grenst aan de volgende gemeenten: Bettona, Deruta, Fratta Todina, Gualdo Cattaneo, Marsciano, Todi.